# Guillaume Voiriot

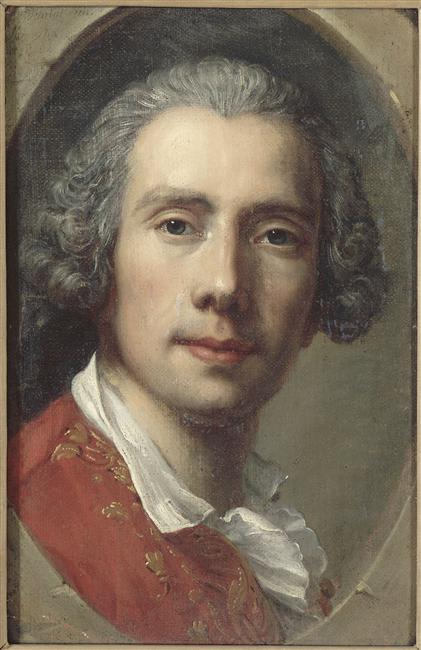
Guillaume Voiriot, Selbstporträt

Guillaume Voiriot (* 1713 in Paris; † 30. November 1799) war ein französischer Porträtmaler lothringischer Herkunft. Der Familienname seiner Ahnen war Woeiriot (Wœiriot).
Der Porträtist begab sich in den Jahren 1746 bis 1749 auf eigene Kosten nach Italien. Nach seiner Rückkehr trat er zunächst der unter der Schirmherrschaft der Maler- und Bildhauergilde stehenden Académie de Saint-Luc bei und stellte auch in deren Kunstsalons aus, bevor er im Jahr 1759 nach Einreichung seiner Porträts der Maler Jean-Baptiste Marie Pierre und Jean-Marc Nattier Aufnahme in die Académie royale de peinture et de sculpture fand.
In den Jahren 1759 bis 1771 stellte er regelmäßig Porträts seiner Zeitgenossen im Pariser Salon aus. Danach beteiligte er sich weniger an dieser jährlich organisierten Ausstellung, da er sich zunehmend administrativen Aufgaben zuwandte. Jedoch porträtierte er weiterhin Familienangehörige, Wissenschaftler, Schriftsteller, Schauspieler und Musiker. 

## Werk
Der von Catherine Voiriot zusammengestellte Essai de catalogue zitiert die 67 erhaltenen Werke sowie 8 durch Stiche bekannte und 37 in diversen Quellen erwähnte Werke.

### Werksauswahl
- 1746: Selbstbildnis des Malers Guillaume Voiriot, Öl auf Leinwand, 38 × 25 cm, Versailles, Schloss Versailles
- 1751: Portrait de Dom Etienne Galland (Porträt von Dom Etienne Galland), Öl auf Leinwand, 84,2 × 71,2 cm, Dijon, Musée des Beaux-Arts
- 1756: Portrait de Jean-Baptiste-Marie Pierre, peintre travaillant à l'esquisse de son plafond „L'apothéose de Psyché“ (Porträt des Malers Jean-Baptiste-Marie Pierre, an der Skizze seines Deckengemäldes Die Apothéose der Psyche arbeitend), Öl auf Leinwand, 120 × 97,5 cm, Versailles, Schloss Versailles
- 1767: Portrait de groupe de la famille de Pierre V de Perseval (Gruppenporträt der Familie von Pierre V. de Parseval)
- ???: Portrait du peintre Jean-Marc Nattier (Porträt des Malers Jean-Marc Nattier), Öl auf Leinwand, 120 × 97 cm, Paris, Musée du Louvre
- ???: Jean-Joseph Sue, chirurgien, professeur d'anatomie à l'Académie royale de peinture et de sculpture (Jean-Joseph Sue, Chirurg, Anatomieprofessor an der Académie royale de peinture et de sculpture), Öl auf Leinwand, 127 × 96 cm, Versailles, Schloss Versailles
- ??? Porträt de Jean-Jacques Rousseau (Porträt von Jean-Jacques Rousseau), Pastel nach einem Original von Maurice Quentin de La Tour, 44,5 × 37 cm, Montmorency, Musée Jean-Jacques Rousseau